# The Moscow Times
The Moscow Times — интернет-издание на английском и русском языках. Было основано Дерком Сауэром в 1992 году и до ноября 2015 года выпускалось в формате ежедневной газеты.
До 2015 года The Moscow Times входил в деловой блок изданий издательского дома Independent Media Sanoma Magazines, который также выпускал газету «Ведомости», журналы Harvard Business Review, National Geographic, Robb Report, Esquire и другие. В мае 2015 года газету «Ведомости» наряду с этим и другими изданиями из портфеля Sanoma приобрел предприниматель и медиа-менеджер Демьян Кудрявцев, основавший новый издательский дом с названием Москоу Таймс.
Новым владельцем было объявлено, что газета The Moscow Times станет еженедельником. Смена формата, по словам Кудрявцева, связана с тем, что «как бизнес The Moscow Times мертва уже 8 лет» и непрерывно генерирует убытки.
В июле 2017 года права на The Moscow Times были переданы в голландский некоммерческий фонд, под управлением Дерка Сауэра. С этого момента был прекращен регулярный полиграфический выпуск издания, оно выходит только в онлайн-версии. В печатном формате The Moscow Times продолжала публиковаться в формате специальных выпусков до июня 2019.
Газета распространялась бесплатно в местах вероятного пребывания англоговорящей публики: кафе, отелях, аэропортах.
С 23 марта 2020 года онлайн-издание выходит также на русском языке. Часть статей выпускается вместе с английской версией, часть публикуется специально для русскоязычных читателей.

## История

Выпуск газеты 15 мая 2012 года

- 1992 вышел в свет первый номер газеты The Moscow Times.
- 1997 создан сайт www.moscowtimes.ru.
- 1998 начало проведения конференций и бизнес-завтраков.
- 2003—2004 выход приложений по образованию и карьере (Jobs & Careers) и по вопросам недвижимости (Real Estate Catalog и Real Estate Quarterly).
- 2005 выход глянцевого приложения Moscow Guide, путеводителя по культуре и досугу в Москве, запуск ежегодного ресторанного проекта Moscow Dining Guide.
- 2006 альянс The Moscow Times — International Herald Tribune.
- 2009 запуск объединённого новостного портала о России на английском языке www.themoscowtimes.com.
- 2010 выход The Moscow Times в цвете, запуск новых проектов Travel guide, Bar Guide, Life Style Guide.
- 2014 выход мобильной версии сайта www.themoscowtimes.com/mobile/.
- 2017 прекращён выпуск бумажной версии газеты, последний номер вышел 6 июля[7]. Издание переходит под управление Дерка Сауэра[5].

## Цензура в России
15 апреля 2022 года Роскомнадзор заблокировал сайт издания The Moscow Times за то, что издание упомянуло, что «11 бойцов ОМОН отказались воевать на Украине и уехали домой».
17 ноября 2023 года Министерство юстиции РФ внесло издание в реестр «иностранных агентов».
10 июля 2024 года Генеральная прокуратура РФ объявила издание The Moscow Times нежелательной организацией. По мнению ведомства, работа издания направлена на «дискредитацию решений руководства Российской Федерации как во внешней, так и во внутренней политике», кроме того, недовольство вызвало регулярное сотрудничество The Moscow Times с другими русскоязычными СМИ, внесёнными в список «нежелательных организаций»: изданиями «Медуза», «The Insider», «Важные истории» и Радио «Свобода».